# Surface terrière
La surface terrière (notée « G ») est une grandeur qui quantifie la concurrence entre les arbres d'un peuplement forestier. Elle est principalement utilisée en sylviculture et en écologie forestière.

## Définition
Cet indice correspond, pour un arbre donné, en France, à la surface de la section d'un arbre mesurée à 1,30 mètre du sol (environ 4,5 pieds de hauteur dans le système anglo-saxon, et autrefois « à hauteur d'épaule »). Selon les pays et époques, cette mesure peut être faite ou avoir été faite à une hauteur comprise entre 1 et 1,5 m au-dessus du niveau du sol. C'est une mesure souvent plus approximative en zone tropicale pour les grands arbres, car pour certaines espèces, leurs « contreforts » peuvent empêcher de faire une mesure pertinente à cette hauteur.
La surface terrière totale ou moyenne d'une aire donnée (arbres dispersés, alignés ou peuplement forestier, agrosylviculture, bocage, verger, parc urbain, etc.) peut être calculée par la somme des surfaces terrières de tous les arbres de cette aire ; elle s'exprime habituellement en m²/ha. Le nombre calculé pour un ha permet une extrapolation approximative pour une surface homogène plus grande. Ainsi une surface terrière moyenne peut être calculée pour un pays. Par exemple, en France métropolitaine, la surface terrière moyenne est estimée à 21,7 m2/ha par l'Inventaire forestier national, en 2008 pour la forêt publique de métropole. À l'échelle d'un pays, ce chiffre ne devrait pas théoriquement beaucoup évoluer dans le temps, sauf à la suite d'incendies majeurs, épidémies majeures ou tempêtes importantes, qui peuvent aussi être des indices des premiers impacts globaux de modifications climatiques. Ainsi en France, les 19 690 000 m3 de chablis résultants des deux tempêtes de décembre 1999 représentaient selon l'ONF plus de 7 % de la ressource totale en bois des forêts domaniales.

## Remarques
- La surface terrière d'un arbre est d'autant plus élevée que l'arbre est gros.
- La surface terrière d'un peuplement est d'autant plus élevée que le peuplement est dense.
- Pour des raisons de temps et parce qu'une grande partie des jeunes arbres seront éliminés les premières années lors de la compétition pour la lumière, on ne mesure généralement la surface terrière que pour les tiges de plus de 10 cm de diamètre (7,5 cm dans le protocole de l'Inventaire forestier national).

## Utilisation
C'est un des indicateurs utilisé pour la gestion sylvicole ou lors de l'étude de peuplements forestiers. Le suivi dans le temps de cette mesure donne en effet un indice précis de la productivité ligneuse d'une parcelle, via la vitesse de croissance (en diamètre) des arbres. La surface terrière est aussi un indice d'occupation du sol et de l'espace par les arbres. Pour être plus réaliste cet indice doit être croisé avec la hauteur des arbres, notamment pour les espèces qui croissent peu en largeur et rapidement en hauteur, tout particulièrement en forêt dense.

C'est un indicateur parfois utilisé pour l'écocertification (FSC par ex), pour suivre l'évolution d'un peuplement dans le temps. Une gestion dite proche de la nature ou écologique de type Prosilva cherche à conserver une surface terrière globale optimale et élevée et variant peu, alors que la gestion par coupes rases se traduit par une courbe en dents de scies.

Cette surface « G » donne une indice du volume de bois quand elle est calculée pour un seul arbre. Lorsqu'elle est globale, elle n'exprime rien de l'âge des arbres, ni leur hauteur, ni de leur diversité ou qualité mais donne un indice précis de l'espace occupé par les arbres, proportionnellement à une surface.
Cet indice peut aussi, dans le cadre d'une étude d'impact ou d'une enquête publique être utilisé pour calculer et réaliser des mesures compensatoires plus « justes », à la suite par exemple d'aménagements nécessitant la destruction d'une parcelle boisée. Au lieu de reboiser deux ou quatre hectares par hectare de forêt coupée, l'auteur des travaux ayant nécessité une compensation doit alors replanter des arbres de manière à immédiatement restaure la surface terrière perdue. Ce dernier a le choix entre planter beaucoup d'arbres de faibles diamètres, ou moins d'arbres, mais de plus gros diamètre. Cette compensation ne restaure pas toutes les fonctions écologiques de la forêt perdue, mais elle permet au moins de retrouver plus rapidement une biomasse arborée équivalente. Ceci se fait avec « obligation de résultat », c'est-à-dire que les arbres qui meurent dans les premières années à la suite d'un échec de plantation doivent être remplacés)

## Mesure de la surface terrière d'un peuplement
Deux techniques, éventuellement complémentaire sont utilisées
- mesure de la circonférence à 1,30 m de chacun des arbres ; et addition pour le calcul de la surface globale (ou moyennes et extrapolation dans le cas de grandes surfaces).
- estimation à l'aide d'un relascope (ou jauge d'angle).